# 褚源蒙
褚源蒙（1999年11月21日—），生于内蒙古牙克石市，中国女子冬季两项运动员，2011年入选八一滑雪队，她曾获得2017年冬季世界军人运动会女子7.5公里团体短距离和女子15公里巡逻铜牌、2025年亚洲冬季运动会女子4×6公里接力金牌。